# VirtueMart
A VirtueMart (vagy korábbi nevén mambo-phpShop) egy nyílt forráskódú online kereskedelmi szoftver, amely a Mambo vagy Joomla! CMS rendszerbe épül be. PHP programozási nyelven írták meg, adatbáziskezeléshez MySQL motort használ.

## Története
Eredetileg a phpShop nevű rendszer Mambo CMS-re írt változata volt mambo-phpShop néven, majd miután a Joomla! létrejött, a fejlesztők megváltoztatták a szoftver nevét, így lett VirtueMart. A régebbi mambo-phpShop bár elérhető, de nem támogatott már.
Az 1.0.x széria után egy nagyobb átalakításon esett keresztül, ahol az arculathoz is több ponton hozzányúltak, ez az 1.1.x verziószámokat viselte. Ez a sorozat sok régi kódot tartalmazott, felépítése nem felelt meg a modern - a Joomla! által is használt - MVC tervezési szervezési mintának. Eközben 2009 szeptemberében megkezdődött az alapjaiban újraírt VirtueMart 2 fejlesztése, ahol a funkciók megtartása, kibővítése mellett a kódot alapjaiban változtatták meg. Az új változat 2011 december 19-én jelent meg.